# Гуардия-Пертикара
Гуардия-Пертикара (итал. Guardia Perticara) — коммуна в Италии, располагается в регионе Базиликата, в провинции Потенца.
Население составляет 665 человек (2008 г.), плотность населения составляет 14 чел./км². Занимает площадь 53 км². Почтовый индекс — 85010. Телефонный код — 0971.
Покровителем коммуны почитается святитель Николай Мирликийский, чудотворец, празднование 9 мая.

## Демография
Динамика населения:

## Администрация коммуны
- Официальный сайт: https://web.archive.org/web/20101029003711/http://www.comuneguardia.it/